# Supercoppa italiana
La Supercoppa italiana, ufficialmente Supercoppa di Lega e nota come EA SPORTS FC Supercup per ragioni di sponsorizzazione, è una competizione calcistica per club maschili istituita nel 1988.
Nata come una competizione che contrapponeva in gara secca la squadra campione d'Italia e quella vincitrice della Coppa Italia, dall'edizione del 2023 mette di fronte, oltre alle summenzionate, anche la seconda classificata in campionato e la finalista della coppa nazionale, in una Final Four.
Al 2024 sono state disputate 37 edizioni del torneo, che ha visto nove vincitori diversi. Il primato di vittorie assoluto è detenuto dalla Juventus, impostasi in nove edizioni, mentre il record di affermazioni consecutive è condiviso dall'Inter e dal Milan, con tre successi di fila.

## Storia e formula

### Formato a due squadre (1988-2022)
L'idea della Supercoppa italiana nacque nel 1988: l'occasione fu una cena tra tifosi della Sampdoria fresca vincitrice della Coppa Italia, nel corso della quale il giornalista Enzo D'Orsi propose a Paolo Mantovani, al tempo presidente del club blucerchiato, di organizzare una sfida per un nuovo trofeo, da disputarsi tra la squadra campione d'Italia e quella vincitrice della coppa nazionale, sul calco dell'allora Charity Shield inglese. Qualche settimana dopo la cosa venne sottoposta all'allora presidente della Lega Nazionale Professionisti, Luciano Nizzola, il quale avallò il progetto.
L'edizione inaugurale, prevista proprio nel 1988, venne posticipata al giugno 1989 a causa della concomitanza con i Giochi di Seul 1988, cosicché anche la seconda edizione ne risultò spostata all'autunno dello stesso anno. Da allora e per il successivo quarto di secolo, salvo sporadiche eccezioni, la competizione si è svolta pressoché stabilmente nel periodo estivo, divenendo in questa fase la tradizionale apertura della stagione calcistica italiana; a partire dalla seconda metà degli anni 2010, complice anche l'opportunità di disputare la competizione all'estero, la manifestazione viene calendarizzata sempre più spesso nel periodo invernale, al termine dell'anno solare o all'inizio del successivo.
La consuetudine prevede che la gara si disputi in casa della squadra campione d'Italia, salvo diverse decisioni: in 11 edizioni si è tenuta in campo neutro all'estero e in due in casa del club qualificato alla Supercoppa dalla Coppa Italia. Lo stadio Giuseppe Meazza di Milano ha ospitato il maggior numero di edizioni del torneo, 12. Le prime due edizioni furono giocate a Milano in quanto città sede della Lega Calcio; fu solo una casualità che fosse anche la sede delle squadre campioni d'Italia in quegli anni (Milan nel 1988 e Inter nel 1989). Per la terza edizione, nel 1990, fu invece il sorteggio ad assegnare al Napoli scudettato il diritto di giocare in casa. Solo a partire dall'edizione 1991, quando i campioni d'Italia della Sampdoria vinsero la Supercoppa in casa a Genova, la Lega stabilì di giocare – come prima opzione, salvo diverse decisioni – in casa dei detentori dello scudetto.
Nell'eventualità che una squadra consegua un double, ovvero conquisti ambedue i trofei stagionali, il regolamento prevede che a contendersi la Supercoppa siano la vincitrice della Serie A e la finalista della Coppa Italia, generando, di fatto, una riproposizione dell'ultimo atto della coppa nazionale; dalla fondazione della Supercoppa a oggi, ciò è accaduto per 8 volte, di cui la prima nel 1995 quando la Juventus superò il Parma. In dieci occasioni la Supercoppa è stata vinta dalla squadra vincitrice della Coppa Italia: la prima volta nel 1996, quando la Fiorentina superò i campioni d'Italia del Milan; in seguito il fatto venne imitato da Lazio (1998, 2009 e 2019), Parma (1999), Inter (2005, 2022 e 2023) Roma (2007) e Napoli (2014). In due occasioni il trofeo fu vinto dalla finalista perdente della Coppa Italia: la prima volta nel 2016, quando il Milan superò la Juventus; il fatto venne ripetuto dalla Lazio sempre contro la Juventus nel 2017.
Per le prime edizioni, dato il carattere estivo della manifestazione, il regolamento prevedeva, in caso di parità al termine dei tempi regolamentari, il ricorso diretto ai tiri di rigore: tale norma è rimasta valida fino all'edizione del 2000, anche se di fatto è stata applicata solo una volta, nel 1994, quando il Milan ebbe la meglio dal dischetto sulla Sampdoria. Nelle edizioni del 2001 e 2002, per la prima volta, il regolamento introdusse la possibilità dei supplementari assoggettati tuttavia alla variabile del golden goal, ma non fu necessario farvi ricorso. Per la sola edizione del 2003 fu invece introdotto il silver goal: in questa occasione, per la prima volta nella storia della competizione si andò all'overtime tra Juventus e Milan, ma la sfida si risolse ugualmente ai rigori dove prevalsero i bianconeri. Dall'edizione seguente e per i successivi 19 anni, il regolamento ha previsto supplementari ordinari, in seguito all'abolizione di golden e silver goal, risultando per la prima volta decisivi già nell'edizione del 2005 con la vittoria dell'Inter sulla Juventus.
Nell'edizione del 2011, per la prima volta nella storia della competizione si affrontarono due squadre della stessa città: il derby di Milano fu vinto dal Milan che superò l'Inter. L'edizione successiva tra Juventus e Napoli fu la prima in assoluto, nella storia del calcio italiano, a registrare la presenza di due arbitri di porta addizionali, a seguito dell'approvazione dell'esperimento da parte dell'IFAB nel luglio dello stesso anno. Sul fronte della tecnologia, dall'edizione 2018 la Supercoppa italiana introdusse il VAR (già in uso dal campionato precedente), mentre l'annata 2022 vide il debutto nel calcio italiano del fuorigioco semi-automatico. L'ultima edizione a due squadre ripropose, a distanza di undici anni, il derby milanese, ma questa volta a prevalere fu l'Inter.

### Formato a quattro squadre (dal 2023)
Nell'edizione del 2023 la competizione cambiò formula, introducendo una Final Four con la disputa di semifinali e finale, ed estendendo la partecipazione anche alla seconda classificata in campionato e alla finalista di Coppa Italia; inoltre, dopo 22 anni ci fu l'abolizione dei tempi supplementari col ricorso diretto, in caso di parità dopo i tempi regolamentari, ai tiri di rigore. Ad aggiudicarsi la prima edizione col nuovo formato fu l'Inter, detentrice della Coppa Italia, che prima superò in semifinale la Lazio, seconda classificata nel precedente campionato, e poi in finale riuscì a battere il Napoli campione d'Italia in carica, uscito vincitore nella semifinale con la Fiorentina finalista di coppa.

## Albo d'oro

### Formato a due squadre
| Edizione | Vincitore (volta) | Data              | Campione d'Italia | Vincitore o finalista di Coppa Italia | Risultato           | Sede                                               | Spettatori |
| -------- | ----------------- | ----------------- | ----------------- | ------------------------------------- | ------------------- | -------------------------------------------------- | ---------- |
| 1988     | Milan (1)         | 14 giugno 1989    | Milan             | Sampdoria                             | 3-1                 | Milano, stadio Giuseppe Meazza                     | 19 412     |
| 1989     | Inter (1)         | 29 novembre 1989  | Inter             | Sampdoria                             | 2-0                 | Milano, stadio Giuseppe Meazza                     | 7 221      |
| 1990     | Napoli (1)        | 1º settembre 1990 | Napoli            | Juventus                              | 5-1                 | Napoli, stadio San Paolo                           | 62 404     |
| 1991     | Sampdoria (1)     | 24 agosto 1991    | Sampdoria         | Roma                                  | 1-0                 | Genova, stadio Luigi Ferraris                      | 21 120     |
| 1992     | Milan (2)         | 30 agosto 1992    | Milan             | Parma                                 | 2-1                 | Milano, stadio Giuseppe Meazza                     | 30 102     |
| 1993     | Milan (3)         | 21 agosto 1993    | Milan             | Torino                                | 1-0                 | Washington, Robert F. Kennedy Memorial Stadium     | 25 268     |
| 1994     | Milan (4)         | 28 agosto 1994    | Milan             | Sampdoria                             | 1-1 (4-3 dtr)       | Milano, stadio Giuseppe Meazza                     | 26 767     |
| 1995     | Juventus (1)      | 17 gennaio 1996   | Juventus          | Parma                                 | 1-0                 | Torino, stadio delle Alpi                          | 5 289      |
| 1996     | Fiorentina (1)    | 25 agosto 1996    | Milan             | Fiorentina                            | 1-2                 | Milano, stadio Giuseppe Meazza                     | 29 582     |
| 1997     | Juventus (2)      | 23 agosto 1997    | Juventus          | Vicenza                               | 3-0                 | Torino, stadio delle Alpi                          | 16 157     |
| 1998     | Lazio (1)         | 29 agosto 1998    | Juventus          | Lazio                                 | 1-2                 | Torino, stadio delle Alpi                          | 16 500     |
| 1999     | Parma (1)         | 21 agosto 1999    | Milan             | Parma                                 | 1-2                 | Milano, stadio Giuseppe Meazza                     | 25 001     |
| 2000     | Lazio (2)         | 8 settembre 2000  | Lazio             | Inter                                 | 4-3                 | Roma, stadio Olimpico                              | 61 446     |
| 2001     | Roma (1)          | 19 agosto 2001    | Roma              | Fiorentina                            | 3-0                 | Roma, stadio Olimpico                              | 61 050     |
| 2002     | Juventus (3)      | 25 agosto 2002    | Juventus          | Parma                                 | 2-1                 | Tripoli, stadio 11 giugno                          | 40 000     |
| 2003     | Juventus (4)      | 3 agosto 2003     | Juventus          | Milan                                 | 1-1 (dts) (5-3 dtr) | East Rutherford, New Jersey, Giants Stadium        | 54 128     |
| 2004     | Milan (5)         | 21 agosto 2004    | Milan             | Lazio                                 | 3-0                 | Milano, stadio Giuseppe Meazza                     | 33 274     |
| 2005     | Inter (2)         | 20 agosto 2005    | Juventus          | Inter                                 | 0-1 (dts)           | Torino, stadio delle Alpi                          | 35 246     |
| 2006     | Inter (3)         | 26 agosto 2006    | Inter             | Roma                                  | 4-3 (dts)           | Milano, stadio Giuseppe Meazza                     | 45 528     |
| 2007     | Roma (2)          | 19 agosto 2007    | Inter             | Roma                                  | 0-1                 | Milano, stadio Giuseppe Meazza                     | 34 898     |
| 2008     | Inter (4)         | 24 agosto 2008    | Inter             | Roma                                  | 2-2 (dts) (6-5 dtr) | Milano, stadio Giuseppe Meazza                     | 43 400     |
| 2009     | Lazio (3)         | 8 agosto 2009     | Inter             | Lazio                                 | 1-2                 | Pechino, stadio Nazionale                          | 68 961     |
| 2010     | Inter (5)         | 21 agosto 2010    | Inter             | Roma                                  | 3-1                 | Milano, stadio Giuseppe Meazza                     | 65 860     |
| 2011     | Milan (6)         | 6 agosto 2011     | Milan             | Inter                                 | 2-1                 | Pechino, stadio Nazionale                          | 66 161     |
| 2012     | Juventus (5)      | 11 agosto 2012    | Juventus          | Napoli                                | 4-2 (dts)           | Pechino, stadio Nazionale                          | 75 000     |
| 2013     | Juventus (6)      | 18 agosto 2013    | Juventus          | Lazio                                 | 4-0                 | Roma, stadio Olimpico                              | 57 000     |
| 2014     | Napoli (2)        | 22 dicembre 2014  | Juventus          | Napoli                                | 2-2 (dts) (5-6 dtr) | Doha, stadio Jassim bin Hamad                      | 14 000     |
| 2015     | Juventus (7)      | 8 agosto 2015     | Juventus          | Lazio                                 | 2-0                 | Shanghai, stadio di Shanghai                       | 20 000     |
| 2016     | Milan (7)         | 23 dicembre 2016  | Juventus          | Milan                                 | 1-1 (dts) (3-4 dtr) | Doha, stadio Jassim bin Hamad                      | 11 356     |
| 2017     | Lazio (4)         | 13 agosto 2017    | Juventus          | Lazio                                 | 2-3                 | Roma, stadio Olimpico                              | 52 000     |
| 2018     | Juventus (8)      | 16 gennaio 2019   | Juventus          | Milan                                 | 1-0                 | Gedda, stadio Città dello sport Re Abd Allah       | 61 235     |
| 2019     | Lazio (5)         | 22 dicembre 2019  | Juventus          | Lazio                                 | 1-3                 | Riad, stadio dell'Università Re Sa'ud              | 23 361     |
| 2020     | Juventus (9)      | 20 gennaio 2021   | Juventus          | Napoli                                | 2-0                 | Reggio Emilia, Mapei Stadium - Città del Tricolore | 0          |
| 2021     | Inter (6)         | 12 gennaio 2022   | Inter             | Juventus                              | 2-1 (dts)           | Milano, stadio Giuseppe Meazza                     | 29 696     |
| 2022     | Inter (7)         | 18 gennaio 2023   | Milan             | Inter                                 | 0-3                 | Riad, stadio internazionale Re Fahd                | 51 357     |

### Formato a quattro squadre
| Edizione | Data               | Vincitore (volta) | Qualificazione                     | Finalista | Qualificazione    | Risultato finale | Semifinaliste | Qualificazione                     | Sede                                  | Spettatori finale |
| -------- | ------------------ | ----------------- | ---------------------------------- | --------- | ----------------- | ---------------- | ------------- | ---------------------------------- | ------------------------------------- | ----------------- |
| 2023     | 18-22 gennaio 2024 | Inter (8)         | Vincitrice della Coppa Italia      | Napoli    | Campione d'Italia | 1-0              | Fiorentina    | Finalista della Coppa Italia       | Riad, stadio dell'Università Re Sa'ud | 24 900            |
| 2023     | 18-22 gennaio 2024 | Inter (8)         | Vincitrice della Coppa Italia      | Napoli    | Campione d'Italia | 1-0              | Lazio         | Seconda classificata della Serie A | Riad, stadio dell'Università Re Sa'ud | 24 900            |
| 2024     | 2-6 gennaio 2025   | Milan (8)         | Seconda classificata della Serie A | Inter     | Campione d'Italia | 3-2              | Atalanta      | Finalista della Coppa Italia       | Riad, stadio dell'Università Re Sa'ud | 24 841            |
| 2024     | 2-6 gennaio 2025   | Milan (8)         | Seconda classificata della Serie A | Inter     | Campione d'Italia | 3-2              | Juventus      | Vincitrice della Coppa Italia      | Riad, stadio dell'Università Re Sa'ud | 24 841            |

## Stadi
1  Stadio Giuseppe Meazza (12)
2  Stadio delle Alpi (4)
3  Stadio Olimpico (4)
4  Stadio nazionale (3)
5  Stadio dell'Università Re Sa'ud (3)
6  Stadio Jassim bin Hamad (2)
7  Stadio San Paolo (1)
8  Stadio Luigi Ferraris (1)
9  Robert F. Kennedy Memorial Stadium (1)
10  Stadio 11 giugno (1)
11  Giants Stadium (1)
12  Stadio di Shanghai (1)
13  Stadio Città dello sport Re Abd Allah (1)
14  Mapei Stadium - Città del Tricolore (1)
15  Stadio internazionale Re Fahd (1)
Dal 1991 fino ai primi anni duemiladieci è stata consuetudine disputare la Supercoppa italiana nell'impianto casalingo della formazione campione d'Italia, che andava così a godere del fattore campo. Tuttavia, la Lega Calcio ha sovente derogato a tale consuetudine fino a farla de facto venire meno: la sfida infatti si è spesso disputata – specialmente dagli anni duemiladieci in poi – in campo neutro, sia in territorio nazionale sia – per motivi commerciali – in un Paese straniero  come Stati Uniti, Libia, Cina, Qatar e Arabia Saudita, oppure, per decisione federale, in casa della detentrice della Coppa Italia, in entrambi i casi la Lazio. Dal 2010 in poi, infatti, due sole edizioni del torneo hanno avuto luogo in casa della squadra campione d'Italia, in entrambe le occasioni l'Inter. 
Il Meazza di Milano è l'impianto che ha fin qui ospitato la maggior parte delle finali di Supercoppa, compresa l'edizione inaugurale del 1988 (seguita poi dal quelle del 1989, 1992, 1994, 1996, 1999, 2004, 2006, 2007, 2008, 2010 e 2021). Dietro allo stadio milanese ci sono il Delle Alpi di Torino, teatro delle edizioni del 1995, 1997, 1998 e 2005, e l'Olimpico di Roma, sede delle finali del 2000, 2001, 2013 e 2017. Segue lo stadio Nazionale di Pechino, che ha ospitato gli appuntamenti del 2009, 2011 e 2012. Tre edizioni sono state ospitate anche dallo stadio dell'Università Re Sa'ud di Riad (2019, 2023 e 2024), due edizioni dallo stadio Jassim bin Hamad di Doha (2014 e 2016), mentre un'edizione a testa ha infine avuto luogo al San Paolo di Napoli (1990), al Ferraris di Genova (1991), al Robert F. Kennedy Memorial Stadium di Washington (per la prima volta assoluta all'estero, nel 1993), allo stadio 11 giugno di Tripoli (2002), al Giants Stadium di East Rutherford (2003), allo Shanghai Stadium di Shanghai (2015), allo stadio Città dello sport Re Abd Allah di Gedda (2018), al Mapei Stadium - Città del Tricolore di Reggio Emilia (2020), e allo stadio internazionale Re Fahd (2022), sempre di Riad.

## Statistiche

### Statistiche di club
La Juventus vanta il primato di vittorie con nove affermazioni totali tra il 1995 e il 2020; la squadra bianconera vanta anche il più alto numero di partecipazioni, 18, delle quali dieci da campione d'Italia, tre da vincitrice della Coppa Italia e cinque da detentrice di entrambi i titoli. A titolo statistico la Juventus è inoltre l'unico club ad avere vinto la Supercoppa in qualsiasi continente essa si sia disputata: assieme alle vittorie in Italia, i bianconeri hanno infatti trionfato in Africa (nel 2002 a Tripoli), in Nordamerica (nel 2003 a East Rutherford) e in Asia (nel 2012 a Pechino, nel 2015 a Shanghai e nel 2018 a Gedda).
La Juventus detiene anche il primato di edizioni consecutive disputate, dieci tra il 2012 e il 2021, tra cui cinque da campioni d'Italia, una da detentrice della Coppa Italia e quattro da detentrice di entrambi i titoli. La Juventus annovera inoltre il record di finali disputate (17) e perse (8).
L'Inter e il Milan vantano il primato di tre edizioni consecutive vinte, dal 2021 al 2023 per i nerazzurri e dal 1992 al 1994 per i rossoneri. Le milanesi hanno la percentuale più alta di successi, grazie a otto vittorie e cinque sconfitte su 13 finali disputate. Il Milan è riuscito a vincere il trofeo sia da finalista sconfitto di Coppa Italia, nell'edizione 2016, che da secondo classificato nel campionato di Serie A, nell'edizione 2024.
La Lazio è stata l'unica squadra capace di alzare il trofeo sia da campione d'Italia in carica (2000), sia da detentrice della Coppa Italia (1998, 2009, 2019), e sia da finalista perdente in coppa nazionale (2017).
La Fiorentina è la squadra che ha disputato due finali da detentrice della Coppa Italia sia nell'edizione 1996, dove ha battuto il Milan, sia nell'edizione 2001, dove ha perso contro la Roma. Napoli, Parma, Roma e Sampdoria vantano statistiche negative: due vittorie contrapposte a tre sconfitte per i partenopei, un successo a fronte di tre sconfitte per emiliani e liguri, e due successi rispetto a quattro sconfitte per i romani. Il Torino e il Vicenza sono state, inoltre, le squadre che hanno perduto l'unica finale disputata, entrambe da detentrici della Coppa Italia.
Delle squadre che hanno vinto almeno un'edizione del trofeo, solo il Parma non ha mai vinto il campionato italiano; la Fiorentina si è aggiudicata due titoli di campione d'Italia, anche se entrambi conseguiti prima dell'istituzione della Supercoppa di Lega. Tutte le vincitrici della Supercoppa italiana hanno invece vinto almeno un'edizione della Coppa Italia.

#### Squadre partecipanti

##### Esordio
- 1988:  Milan,  Sampdoria
- 1989:  Inter
- 1990:  Juventus,  Napoli
- 1991:  Roma
- 1992:  Parma
- 1993:  Torino
- 1996:  Fiorentina
- 1997:  Vicenza
- 1998:  Lazio
- 2024:  Atalanta
- 2025:  Bologna

##### Ultima presenza
- 2025:  Bologna,  Inter,  Milan,  Napoli
- 2024:  Atalanta,  Juventus
- 2023:  Fiorentina,  Lazio
- 2010:  Roma
- 2002:  Parma
- 1997:  Vicenza
- 1994:  Sampdoria
- 1993:  Torino

##### Partecipazioni consecutive
- 10 partecipazioni:
 Juventus (2012-2021)
- 7 partecipazioni:
 Inter (2005-2011)
- 5 partecipazioni:
 Inter (2021-2025)
- 3 partecipazioni:
 Milan (1992-1994)
 Roma (2006-2008)
- 2 partecipazioni:
 Sampdoria (1988-1989)
 Juventus (1997-1998, 2002-2003)
 Milan (2003-2004, 2024-2025)

##### Squadre per tipologia di partecipazione
| Club       | Partecip. | Campione d'Italia e detentore della Coppa Italia | Campione d'Italia                                               | Detentore della Coppa Italia     | Finalista in Coppa Italia | Secondo classificato in Serie A |
| ---------- | --------- | ------------------------------------------------ | --------------------------------------------------------------- | -------------------------------- | ------------------------- | ------------------------------- |
| Juventus   | 18        | 5 (1995, 2015, 2016, 2017, 2018)                 | 10 (1997, 1998, 2002, 2003, 2005, 2012, 2013, 2014, 2019, 2020) | 3 (1990, 2021, 2024)             | –                         | –                               |
| Inter      | 14        | 2 (2006, 2010)                                   | 6 (1989, 2007, 2008, 2009, 2021, 2024)                          | 4 (2005, 2011, 2022, 2023)       | 1 (2000)                  | 1 (2025)                        |
| Milan      | 14        | –                                                | 9 (1988, 1992, 1993, 1994, 1996, 1999, 2004, 2011, 2022)        | 1 (2003)                         | 3 (2016, 2018, 2025)      | 1 (2024)                        |
| Lazio      | 9         | 1 (2000)                                         | –                                                               | 5 (1998, 2004, 2009, 2013, 2019) | 2 (2015, 2017)            | 1 (2023)                        |
| Roma       | 6         | –                                                | 1 (2001)                                                        | 3 (1991, 2007, 2008)             | 2 (2006, 2010)            | –                               |
| Napoli     | 6         | –                                                | 3 (1990, 2023, 2025)                                            | 3 (2012, 2014, 2020)             | –                         | –                               |
| Sampdoria  | 4         | –                                                | 1 (1991)                                                        | 3 (1988, 1989, 1994)             | –                         | –                               |
| Parma      | 4         | –                                                | –                                                               | 3 (1992, 1999, 2002)             | 1 (1995)                  | –                               |
| Fiorentina | 3         | –                                                | –                                                               | 2 (1996, 2001)                   | 1 (2023)                  | –                               |
| Torino     | 1         | –                                                | –                                                               | 1 (1993)                         | –                         | –                               |
| Vicenza    | 1         | –                                                | –                                                               | 1 (1997)                         | –                         | –                               |
| Atalanta   | 1         | –                                                | –                                                               | –                                | 1 (2024)                  | –                               |
| Bologna    | 1         | –                                                | –                                                               | 1 (2025)                         | –                         | –                               |

#### Vittorie

La (qui trionfante nel 1997) è il club più vincente nella storia della competizione con nove successi

| Club       | Finali vinte                                             | Finali perse                                       | Semifinali |
| ---------- | -------------------------------------------------------- | -------------------------------------------------- | ---------- |
| Juventus   | 9 (1995, 1997, 2002, 2003, 2012, 2013, 2015, 2018, 2020) | 8 (1990, 1998, 2005, 2014, 2016, 2017, 2019, 2021) | 1 (2024)   |
| Inter      | 8 (1989, 2005, 2006, 2008, 2010, 2021, 2022, 2023)       | 5 (2000, 2007, 2009, 2011, 2024)                   | –          |
| Milan      | 8 (1988, 1992, 1993, 1994, 2004, 2011, 2016, 2024)       | 5 (1996, 1999, 2003, 2018, 2022)                   | –          |
| Lazio      | 5 (1998, 2000, 2009, 2017, 2019)                         | 3 (2004, 2013, 2015)                               | 1 (2023)   |
| Roma       | 2 (2001, 2007)                                           | 4 (1991, 2006, 2008, 2010)                         | –          |
| Napoli     | 2 (1990, 2014)                                           | 3 (2012, 2020, 2023)                               | –          |
| Sampdoria  | 1 (1991)                                                 | 3 (1988, 1989, 1994)                               | –          |
| Parma      | 1 (1999)                                                 | 3 (1992, 1995, 2002)                               | –          |
| Fiorentina | 1 (1996)                                                 | 1 (2001)                                           | 1 (2023)   |
| Torino     | –                                                        | 1 (1993)                                           | –          |
| Vicenza    | –                                                        | 1 (1997)                                           | –          |
| Atalanta   | –                                                        | –                                                  | 1 (2024)   |

##### Vittoria per titolo o piazzamento di provenienza
| Titolo di provenienza              | Vincitori | Finalisti | Semifinalisti |
| ---------------------------------- | --------- | --------- | ------------- |
| Campioni d'Italia                  | 24        | 13        | 0             |
| Detentori della Coppa Italia       | 10        | 18        | 1             |
| Finalisti della Coppa Italia       | 2         | 6         | 2             |
| Secondi classificati in campionato | 1         | 0         | 1             |

##### Ultimo titolo
- Milan: 2024
- Inter: 2023
- Juventus: 2020
- Lazio: 2019
- Napoli: 2014
- Roma: 2007
- Parma: 1999
- Fiorentina: 1996
- Sampdoria: 1991

##### Primo titolo
- Milan: 1988
- Inter: 1989
- Napoli: 1990
- Sampdoria: 1991
- Juventus: 1995
- Fiorentina: 1996
- Lazio: 1998
- Parma: 1999
- Roma: 2001

##### Vittorie consecutive
- 3:  Milan (1992-1994),  Inter (2021-2023)
- 2:  Juventus (2002-2003, 2012-2013),  Inter (2005-2006)

#### Incontri

##### Incontri ricorrenti
Dopo la 37ª edizione del 2024, disputata a gennaio 2025, solo 10 hanno visto un incontro mai più riproposto. Le altre 24 edizioni sono riproposizioni di incontri già giocati in precedenza:
- 5:  Juventus —  Lazio (1998, 2013, 2015, 2017, 2019)
- 4:  Inter —  Roma (2006, 2007, 2008, 2010),  Juventus —  Milan (2003, 2016, 2018, 2024),  Juventus —  Napoli (1990, 2012, 2014, 2020)
- 3:  Inter —  Lazio (2000, 2009, 2023),  Milan —  Inter (2011, 2022, 2024)
- 2:  Juventus —  Inter (2005, 2021),  Juventus —  Parma (1995, 2002),  Milan —  Parma (1992, 1999),  Milan —  Sampdoria (1988, 1994)

##### Incontri ricorrenti consecutivamente
- 3:  Inter —  Roma (2006-2008)

### Statistiche individuali

#### Calciatori
In grassetto i giocatori ancora in attività in Serie A.

##### Presenze
| Pres. | Nome                  | Anni      | Squadre                             |
| ----- | --------------------- | --------- | ----------------------------------- |
| 9     | Gianluigi Buffon      | 1995-2017 | Parma (1), Juventus (8)             |
| 9     | Dejan Stanković       | 1998-2011 | Lazio (2), Inter (7)                |
| 8     | Stefan de Vrij        | 2015-2024 | Lazio (2), Inter (6)                |
| 7     | Leonardo Bonucci      | 2012-2020 | Juventus                            |
| 7     | Hakan Çalhanoğlu      | 2018-2024 | Milan (1), Inter (6)                |
| 7     | Giorgio Chiellini     | 2013-2021 | Juventus                            |
| 7     | Javier Zanetti        | 2005-2011 | Inter                               |
| 6     | Nicolò Barella        | 2021-2024 | Inter                               |
| 6     | Esteban Cambiasso     | 2005-2010 | Inter                               |
| 6     | Alessandro Costacurta | 1988-1999 | Milan                               |
| 6     | Matteo Darmian        | 2021-2024 | Inter                               |
| 6     | Alessandro Del Piero  | 1995-2005 | Juventus                            |
| 6     | Federico Dimarco      | 2021-2024 | Inter                               |
| 6     | Paulo Dybala          | 2015-2021 | Juventus                            |
| 6     | Stephan Lichtsteiner  | 2009-2016 | Lazio (1), Juventus (5)             |
| 6     | Paolo Maldini         | 1992-2004 | Milan                               |
| 6     | Lautaro Martínez      | 2021-2024 | Inter                               |
| 5     | Demetrio Albertini    | 1992-1999 | Milan                               |
| 5     | Massimo Ambrosini     | 1997-2011 | Vicenza (1), Milan (4)              |
| 5     | Franco Baresi         | 1988-1996 | Milan                               |
| 5     | Alessandro Bastoni    | 2021-2024 | Inter                               |
| 5     | Cristian Chivu        | 2006-2011 | Roma (1), Inter (4)                 |
| 5     | Gonzalo Higuaín       | 2014-2019 | Napoli (1), Juventus (3), Milan (1) |
| 5     | Zlatan Ibrahimović    | 2005-2011 | Juventus (1), Inter (3), Milan (1)  |
| 5     | Júlio César           | 2007-2011 | Inter                               |
| 5     | Claudio Marchisio     | 2012-2016 | Juventus                            |
| 5     | Álvaro Morata         | 2014-2024 | Juventus (3), Milan (2)             |
| 5     | Henrix Mxit'aryan     | 2022-2024 | Inter                               |
| 5     | Pavel Nedvěd          | 1998-2005 | Lazio (2), Juventus (3)             |
| 5     | Angelo Peruzzi        | 1995-2004 | Juventus (3), Lazio (2)             |
| 5     | Walter Samuel         | 2001-2011 | Roma (1), Inter (4)                 |
| 5     | Alessio Tacchinardi   | 1995-2003 | Juventus                            |
| 5     | Francesco Totti       | 2001-2010 | Roma                                |
| 5     | Pietro Vierchowod     | 1988-1995 | Sampdoria (4), Juventus (1)         |
| 5     | Mirko Vučinić         | 2007-2013 | Roma (3), Juventus (2)              |

##### Plurimarcatori
| Reti | Nome                 | Squadre             |
| ---- | -------------------- | ------------------- |
| 4    | Paulo Dybala         | Juventus            |
| 4    | Lautaro Martínez     | Inter               |
| 3    | Alessandro Del Piero | Juventus            |
| 3    | Samuel Eto'o         | Inter               |
| 3    | Andrij Ševčenko      | Milan               |
| 3    | Carlos Tévez         | Juventus            |
| 2    | Alberto Aquilani     | Roma                |
| 2    | Marco van Basten     | Milan               |
| 2    | Gabriel Batistuta    | Fiorentina          |
| 2    | Careca               | Napoli              |
| 2    | Giorgio Chiellini    | Juventus            |
| 2    | Hernán Crespo        | Parma, Inter        |
| 2    | Daniele De Rossi     | Roma                |
| 2    | Denzel Dumfries      | Inter               |
| 2    | Gonzalo Higuaín      | Napoli              |
| 2    | Ciro Immobile        | Lazio               |
| 2    | Filippo Inzaghi      | Juventus            |
| 2    | Claudio López        | Lazio               |
| 2    | Siniša Mihajlović    | Sampdoria, Lazio    |
| 2    | Goran Pandev         | Inter, Napoli       |
| 2    | Christian Pulisic    | Milan               |
| 2    | Cristiano Ronaldo    | Juventus            |
| 2    | Andrea Silenzi       | Napoli              |
| 2    | Gianluca Vialli      | Sampdoria, Juventus |
| 2    | Patrick Vieira       | Inter               |
| 2    | Mirko Vučinić        | Roma, Juventus      |
| 2    | Alessio Zerbin       | Napoli              |

##### Plurivincitori

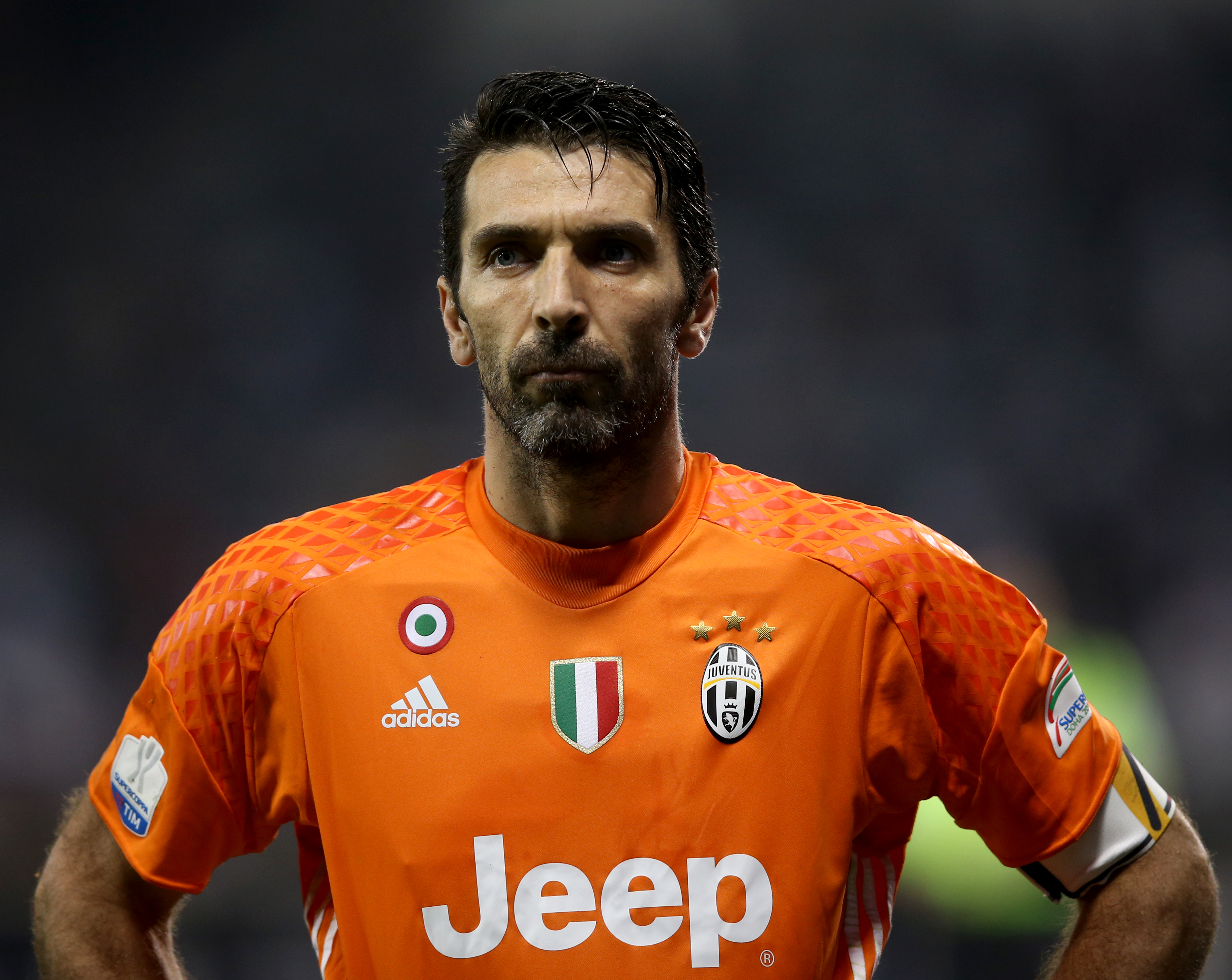
Gianluigi Buffon è il giocatore più vincente nella competizione con sette successi, uno con il e sei con la.

| Vitt. | Nome                  | Squadre                                    |
| ----- | --------------------- | ------------------------------------------ |
| 7     | Gianluigi Buffon      | Parma (1), Juventus (6)                    |
| 6     | Dejan Stanković       | Lazio (2), Inter (4)                       |
| 5     | Leonardo Bonucci      | Juventus                                   |
| 5     | Giorgio Chiellini     | Juventus                                   |
| 5     | Alessandro Costacurta | Milan                                      |
| 5     | Hernán Crespo         | Parma (1), Lazio (1), Milan (1), Inter (2) |
| 5     | Ciro Ferrara          | Napoli (1), Juventus (4)                   |
| 5     | Paolo Maldini         | Milan                                      |
| 5     | Paolo Orlandoni       | Lazio (1), Inter (4)                       |
| 5     | Walter Samuel         | Roma (1), Inter (4)                        |
| 4     | Franco Baresi         | Milan                                      |
| 4     | Andrea Barzagli       | Juventus                                   |
| 4     | Marco van Basten      | Milan                                      |
| 4     | Esteban Cambiasso     | Inter                                      |
| 4     | Antonio Conte         | Juventus                                   |
| 4     | Iván Córdoba          | Inter                                      |
| 4     | Julio Cruz            | Inter (3), Lazio (1)                       |
| 4     | Alessandro Del Piero  | Juventus                                   |
| 4     | Stefan de Vrij        | Lazio (1), Inter (3)                       |
| 4     | Roberto Donadoni      | Milan                                      |
| 4     | Filippo Galli         | Milan                                      |
| 4     | Júlio César           | Inter                                      |
| 4     | Alessandro Nesta      | Lazio (2), Milan (2)                       |
| 4     | Gianluca Pessotto     | Juventus                                   |
| 4     | Alessio Tacchinardi   | Juventus                                   |
| 4     | Francesco Toldo       | Fiorentina (1), Inter (3)                  |
| 4     | Javier Zanetti        | Inter                                      |

##### Altri
- Maggior numero di squadre con cui un calciatore ha vinto: 4  Hernán Crespo ( Parma,  Lazio,  Milan,  Inter)
- Marcatore più giovane:  Mario Balotelli, 18 anni e 12 giorni,  Inter (Supercoppa italiana 2008)
- Marcatore più anziano:  Edin Džeko, 36 anni e 307 giorni,  Inter (Supercoppa italiana 2022)
- Calciatore più giovane a realizzare una doppietta:  Alberto Aquilani, 22 anni e 50 giorni,  Roma (Supercoppa italiana 2006)[16]
- Calciatore più anziano a realizzare una doppietta:  Carlos Tévez, 30 anni e 320 giorni,  Juventus (Supercoppa italiana 2014)
- Unico calciatore a realizzare una tripletta:  Andrij Ševčenko,  Milan —  Lazio (Supercoppa italiana 2004)
- Gol più veloce:  Robbie Keane, 2',  Lazio —  Inter (Supercoppa italiana 2000)
- Gol più tardivo:  Alexis Sánchez, 120+1',  Inter —  Juventus (Supercoppa italiana 2021)

#### Allenatori
In grassetto gli allenatori attualmente militanti in Serie A.

##### Allenatori plurivincitori

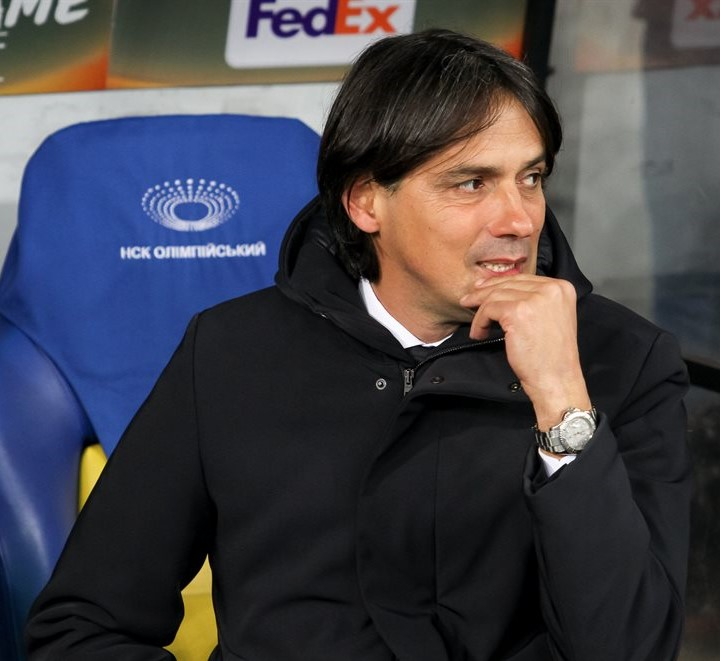
Simone Inzaghi è l'allenatore più vincente nella competizione con cinque successi, due con la e tre con l'.

Allenatori che hanno vinto almeno due edizioni:
1. Simone Inzaghi 5
2. Fabio Capello 4
3. Marcello Lippi 4
4. Massimiliano Allegri 3
5. Rafael Benítez 2
6. Antonio Conte 2
7. Sven-Göran Eriksson 2
8. Roberto Mancini 2

##### Altri
- Allenatore più giovane a vincere:  Roberto Mancini, 40 anni e 266 giorni,  Inter (Supercoppa italiana 2005)
- Allenatore più anziano a vincere:  Vujadin Boškov, 60 anni e 100 giorni,  Sampdoria (Supercoppa italiana 1991)

#### Arbitri
In grassetto gli arbitri ancora in attività.

##### Classifica presenze
Arbitri che hanno diretto almeno due edizioni:
1. Carlo Longhi 2 (1989, 1990)
2. Pierluigi Pairetto 2 (1992, 1994)
3. Stefano Farina 2 (2000, 2002)
4. Pierluigi Collina 2 (2003, 2004)
5. Massimiliano Saccani 2 (2006, 2008)
6. Luca Banti 2 (2015, 2018)
7. Paolo Valeri 2 (2014, 2020)

## Loghi
Con l'edizione 1998 la Supercoppa italiana ha assunto per la prima volta una denominazione commerciale, quella di Supercoppa TIM; tale sponsorizzazione è proseguita ininterrottamente fino all'edizione 2017. Nelle edizioni seguenti ha adottato i nomi commerciali di Coca-Cola Supercup (2019), PS5 Supercup (2020), Supercoppa Frecciarossa (2021) EA SPORTS Supercup (2022) e EA SPORTS FC Supercup (2023 e 2024).

Logo della Lega Calcio adottato dalla Supercoppa italiana dal 1996 al 2010
Composit logo della Supercoppa TIM usato dal 2010 al 2015
Composit logo della Supercoppa TIM usato dal 2016 al 2017
Logo della competizione usato nell'edizione 2018
Logo della competizione usato nell'edizione 2019
Composit logo della PS5 Supercup usato nell'edizione 2020
Composit logo della Supercoppa Frecciarossa usato nell'edizione 2021
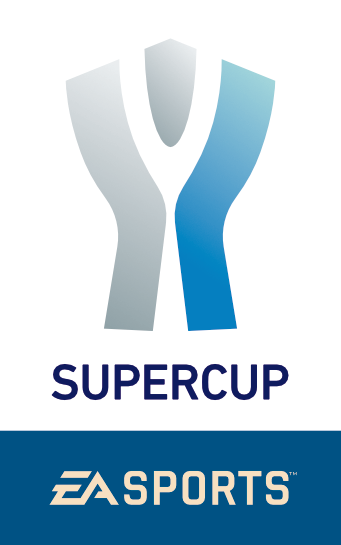
Composit logo della EA SPORTS Supercup usato nell'edizione 2022
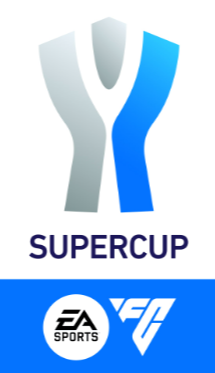
Composit logo della EA SPORTS FC Supercup usato nell'edizione 2023
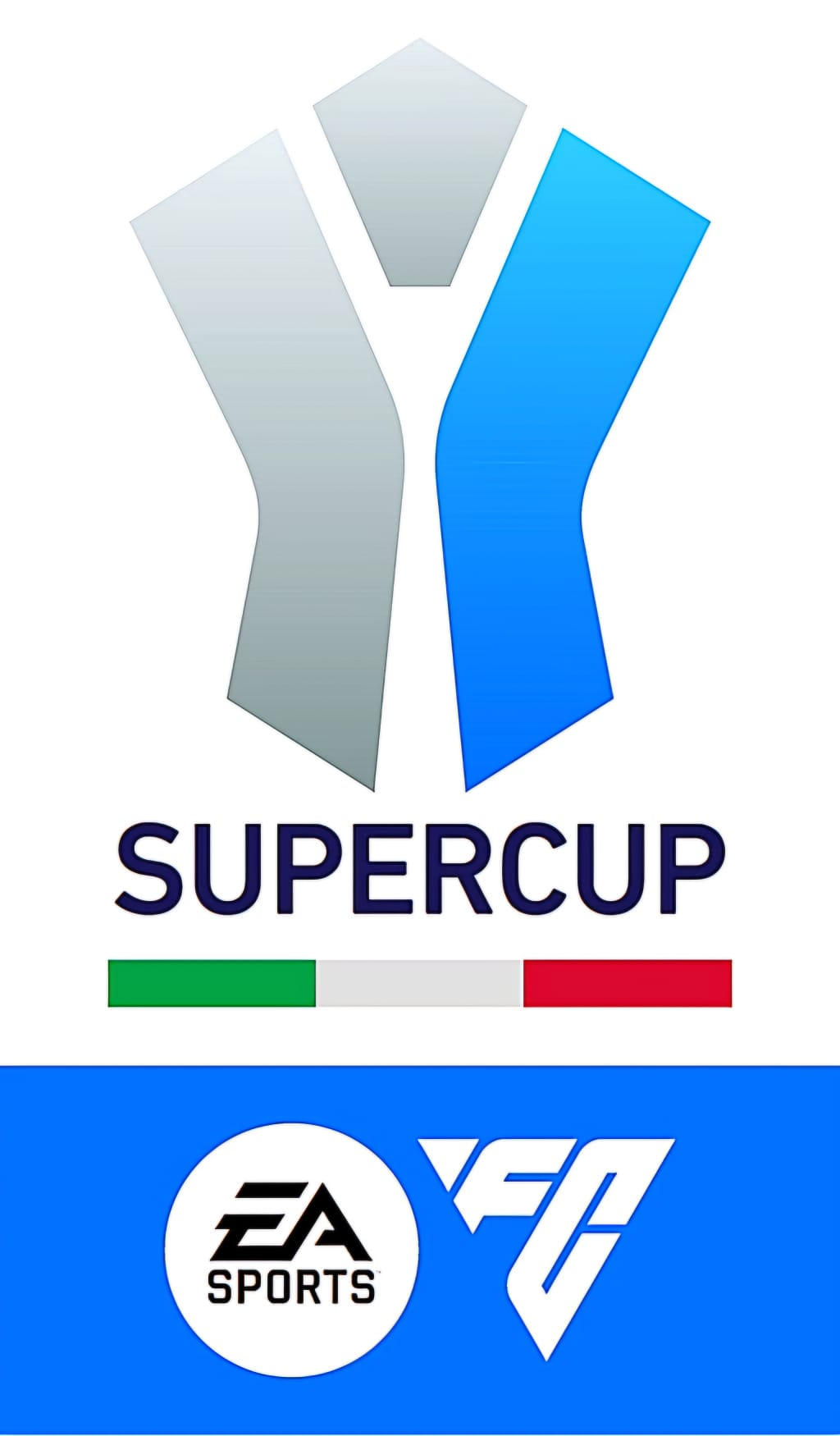
Composit logo della EA SPORTS FC Supercup usato dall'edizione 2024